# Góra Słupska II

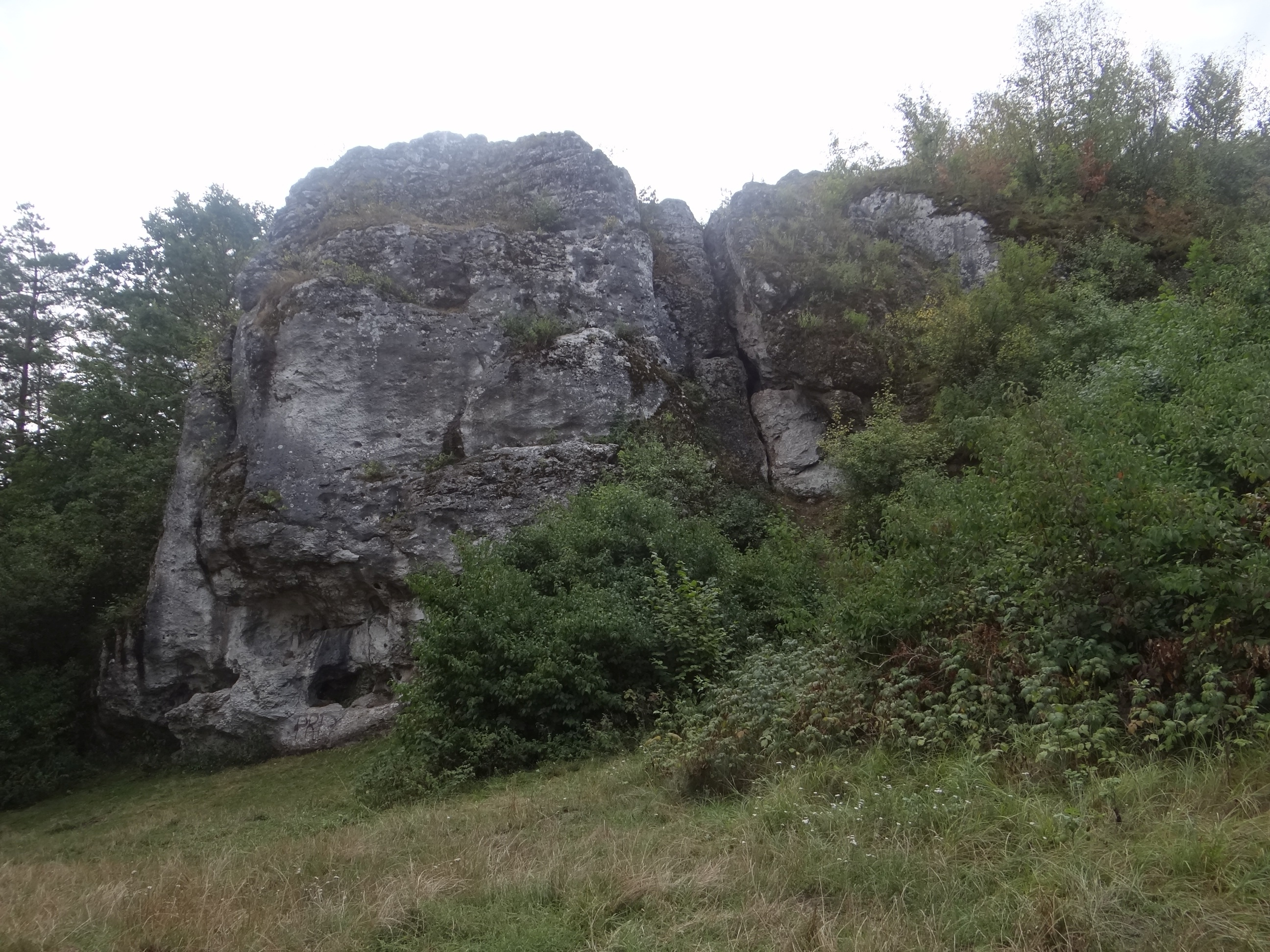

Góra Słupska II – skała na wzgórzu Słupsko na Wyżynie Częstochowskiej, w obrębie wsi Kostkowice w województwie śląskim, w powiecie zawierciańskim, w gminie Kroczyce. Jest najdalej na wschód wysuniętą skałą wśród kilku skał na tym wzgórzu i wraz z drugą skałą tworzą oryginalną bramę skalną.
Skała zbudowana jest z wapienia. Jej zachodnia i południowo-zachodnia ściana opada na niewielką polankę, pozostałe są w lesie. Skała ma wysokość do 12 m, ściany połogie, pionowe lub przewieszone, z kominem i zacięciem. Jest uprawiana na niej wspinaczka skalna. Wspinacze skalni opisują ją jako Góra Słupska III. Poprowadzili na niej 4 drogi wspinaczkowe o trudności od VI.1 do VI.1+ w skali Kurtyki. Drogi mają długość 12 m, wystawę zachodnią i południowo-zachodnią. Wspinaczka na asekuracji własnej (tradycyjna).
U podstawy skały znajduje się Schronisko Górne w Słupsku.

## Drogi wspinaczkowe
1. Bez nazwy, VI.1,
2. Bez nazwy, VI.1+,
3. Bez nazwy VI+,
4. Bez nazwy VI.1[2].